# Franz Xaver von Zach

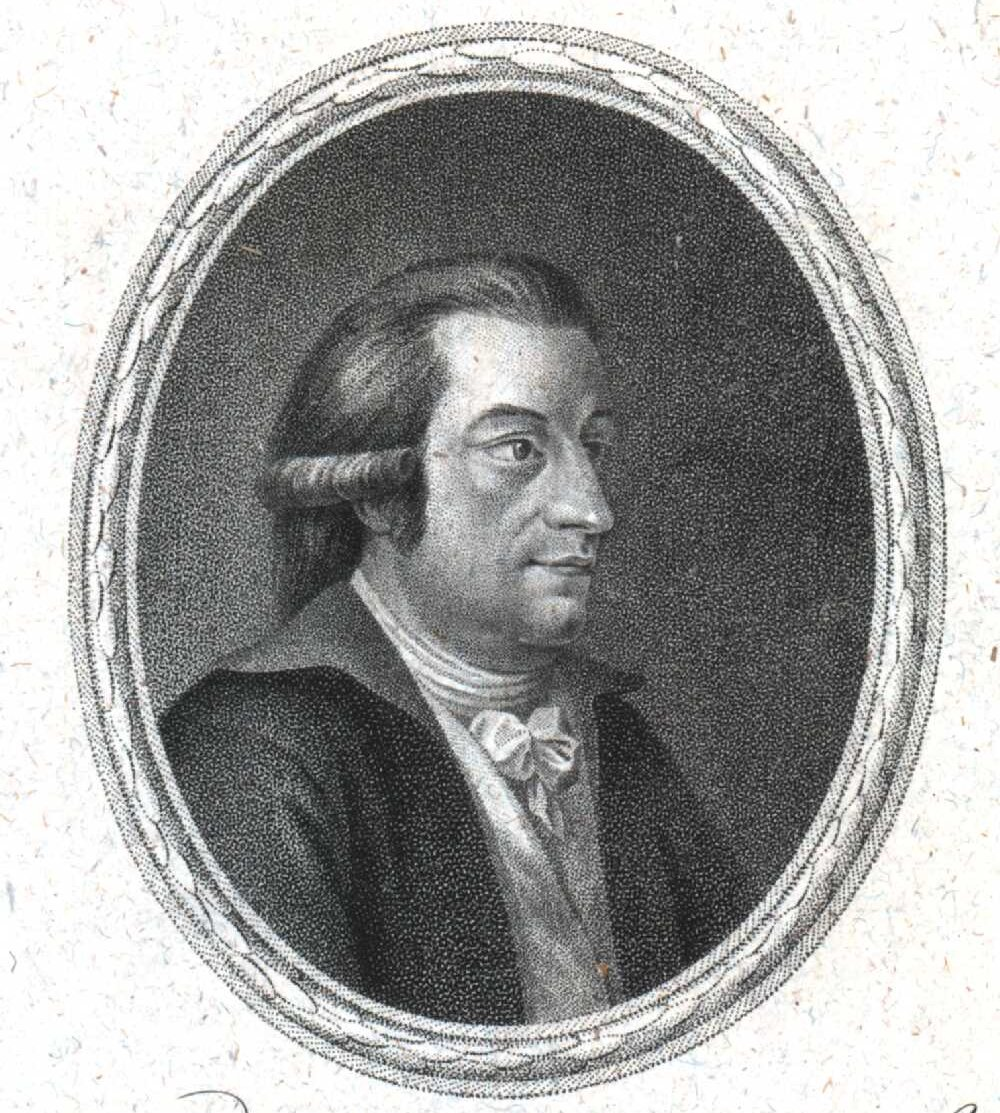
Franz Xaver von Zach

Franz Xaver von Zach, baron (ur. 4 czerwca 1754 w Peszcie, zm. 2 września 1832 w Paryżu) – niemiecko-węgierski astronom. Był węgierskim baronem.

L'attraction des montagnes, 1814

## Życiorys
Zbudował jedno z największych w tamtych czasach obserwatoriów astronomicznych na wzgórzu Seeberg w pobliżu miasta Gotha i kierował nim od momentu jego ukończenia w 1791 roku do roku 1806. We wrześniu 1800 roku zorganizował grupę 24 astronomów w całej Europie do podjęcia systematycznych poszukiwań nowych komet oraz planety między Marsem a Jowiszem, którą spodziewano się tam znaleźć na podstawie reguły Titiusa-Bodego. Zostali nazwani Niebiańską Policją. Głównym efektem tych poszukiwań było odkrycie kilku planetoid. Największym osiągnięciem Zacha było jednak wydanie w latach 1798-1826 trzech czasopism naukowych.